# 吳從周 (隆慶陝西進士)
吳從周（1538年—？），字崇文，號三泉，陝西西安府韓城縣人，匠籍，明朝政治人物。

## 生平
嘉靖四十年（1561年）辛酉科陝西鄉試第二十五名舉人，隆慶五年（1571年）中式辛未科會試第三百六十六名，三甲第三百一十六名進士。吏部觀政，授工部主事，萬曆五年（1577年）升员外郎、營繕司郎中，八年升四川叙州府知府，丁憂歸。十一年复除保宁知府，丁憂歸。复出為大同府知府，十六年致仕。

## 家族
曾祖吳揀；祖父吳廂，壽官；父吳邦寧，封工部主事；母王氏。重慶下。妻劉氏。弟吳從明、吳從君、吳從夏、吳從師。